# كيفن لارسن (لاعب كرة سلة)
كيفن لارسن (17 يوليو 1993 بكوبنهاغن في الدنمارك - ) هو لاعب كرة سلة دانمركي في مركز الوسط.

## وصلات خارجية
- كيفن لارسن على موقع الاتحاد الدولي لكرة السلة (الإنجليزية)
- كيفن لارسن على موقع كرة السلة الأوروبية.كوم (الإنجليزية)
- كيفن لارسن على موقع DraftExpress.com (الإنجليزية)
- كيفن لارسن على موقع كلية كرة السلة في سبورتس رفرنس.كوم (الإنجليزية)
- كيفن لارسن على موقع ريلجم (الإنجليزية)
- كيفن لارسن على موقع بروبوليرز (الإنجليزية)